# Brian Burch
Brian Burch  (* 1976 in Phoenix, Arizona) ist designierter Botschafter der Vereinigten Staaten beim Heiligen Stuhl.

## Leben
Brian Burch wurde in Phoenix, Arizona, geboren und ist dort aufgewachsen. Er besuchte katholische Schulen, darunter die Most Holy Trinity, St. Thomas the Apostle und die St. Mary's High School. 1997 machte er seinen Abschluss in politischer Philosophie an der University of Dallas.
Er ist Präsident und Co-Gründer von CatholicVote.org, einer konservativen gemeinnützigen politischen Interessenvertretung mit Sitz in Wisconsin in den Vereinigten Staaten. Er baute die Bewegung zu einem wichtigen Meinungsführer der katholischen Konservativen aus. 2022 gründete er zudem Voto Católico, das spanische Gegenstück zu CatholicVote und Vertretung der hispanischen Katholiken in den USA. Er ist außerdem Präsident der Seton Academy Catholic Montessori School in Illinois.
Für sein Engagement wurde er mehrmals ausgezeichnet, unter anderem mit dem Kardinal John O'Connor Defender of the Faith Award von Legatus und dem St. Juan Diego Leadership Award vom Tepeyac Institute.
Er ist verheiratet und hat mit seiner Frau Sara neun Kinder.

## Botschafter am Heiligen Stuhl
Am 2. August 2025 wurde Brian Burch im US-Senat als Botschafter der USA beim Heiligen Stuhl bestätigt.